# 90210
90210 (90210, Beverly Hills: la nueva generación en Hispanoamérica y Sensación de vivir: la nueva generación en España) es una serie de televisión de drama estadounidense producida para The CW. Es la cuarta serie de la franquicia Beverly Hills, 90210 creada por Darren Star; fue producida por CBS Television Studios y se emitió desde el 2 de septiembre de 2008 hasta el 13 de mayo de 2013.
Como su predecesora, la serie trata sobre la vida de varios estudiantes adinerados que van a la secundaria West Beverly Hills de la acomodada ciudad de Beverly Hills, California. Con el paso de los episodios, la trama empieza a enfocarse en el mismo grupo de amigos graduándose del colegio y explorando el mundo real. Algunos comienzan sus estudios en la Universidad de California mientras que otros empiezan nuevos caminos.
90210 originalmente se centraba en los integrantes de la familia Wison como Annie Wilson (Shennae Grimes) y Dixon Wilson (Tristan Wilds). Su padre, Harrison Wilson (Rob Estes) vuelve de la ciudad de Wichita (Kansas) a su hogar en Beverly Hills para cuidar de su madre, la antigua actriz de teatro y televisión Tabitha Wilson (Jessica Walter), quien tiene un problema de alcoholismo y riña con su nuera Debbie Wilson (Lori Laughlin). Annie y Dixon tienen dificultades para encajar en sus nuevas vidas mientras hacen amigos y se adhieren a los deseos de sus padres.
Durante las primeras dos temporadas, se presentaron algunos actores del elenco de la serie original como Jennie Garth, Shannen Doherty, Ann Gillespie, Tori Spelling y Joe E. Tata. Sin embargo, desaparecieron después de la segunda temporada y raramente eran mencionados. La conexión principal entre ambas series fue el nuevo personaje, Erin Silver, la media hermana de Kelly Taylor y David Silver de la serie original.

## Producción

### Concepción

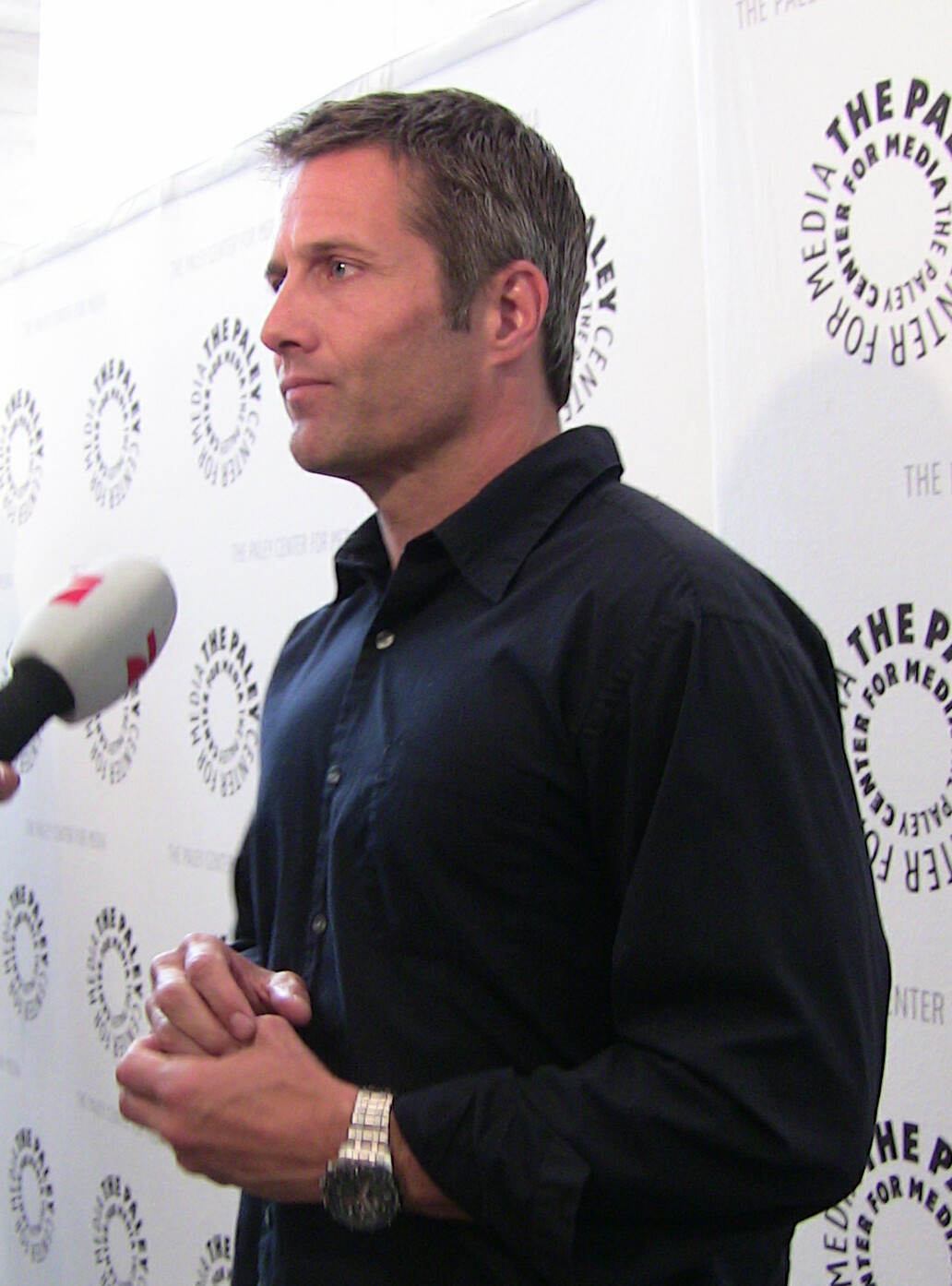
Rob Estes, creador de 90210.

Una vez lanzado, el proyecto fue puesto en la programación The CW, y se esperaba una orden del piloto al final del mes. El creador de Beverly Hills, 90210 Darren Star, anunció que no estará involucrado en el proyecto. Creative Artists Agency, la agencia de talentos que concibió la idea de spin-off. Veronica Mars y el creador Rob Thomas estaba en negociaciones para escribir el piloto y Mark Piznarski estaba en conversaciones para dirigir.

## Temporadas
| Temporada | Temporada | Episodios | Fecha de emisión         | Fecha de emisión   |
| Temporada | Temporada | Episodios | Comienzo                 | Final              |
| --------- | --------- | --------- | ------------------------ | ------------------ |
|           | 1         | 24        | 2 de septiembre de 2008  | 19 de mayo de 2009 |
|           | 2         | 22        | 8 de septiembre de 2009  | 17 de mayo de 2010 |
|           | 3         | 22        | 13 de septiembre de 2010 | 16 de mayo de 2011 |
|           | 4         | 24        | 13 de septiembre de 2011 | 15 de mayo de 2012 |
|           | 5         | 22        | 8 de octubre de 2012     | 13 de mayo de 2013 |

### Primera temporada (2008 - 2009)
Al igual que el original espectáculo, 90210 sigue el traslado de una familia: los Wilson, donde Harry Wilson acepta el puesto de director en West Beverly High y los acompañan su esposa Debbie, su hija Annie y su hijo adoptivo Dixon. Esta vez, sin embargo, Harry es en realidad de Beverly Hills y vuelve a cuidar de su madre, Tabith. Todos ellos luchan por adaptarse a su nueva vida.
Tracy Clark tiene una hija propia, Naomi Clark, quien es la más popular y tiene como novio a Ethan Ward, quien se convierte en rival y amigo de Dixon. Está el hecho de que Annie y Naomi están en un triángulo familiar ya que el padre de Annie y la madre de Naomi tienen un hijo llamado Sean Cavanaugh. Quien se introduce como un soldado en el ejército entre períodos de servicio en Irak. Tras la lucha de la familia Wilson Sean es aceptado en la familia y Dixon también acepta tras dejar atrás los celos especialmente cuando Harry intenta recuperar los años perdidos con el hombre que cree que es su hijo. Tracy y Naomi, en cambio, aceptan más rápido a Sean. Finalmente se reveló que todo fue una farsa cuando Annie y Debbie convencen a Harry de que Sean tome una prueba de paternidad antes de darle 200.000 dólares que supuestamente eran necesarios para cubrir las deudas de juego por su padre adoptivo. Él deja la ciudad sin dejar rastro, pero no antes de estafar a Tracy quitándoles el dinero. Además Naomi culpa a Annie de la estafa, ya que Tracy se vio obligada a hacer concesiones en su divorcio para recaudar el dinero.
La mejor amiga de Naomi, la estrella caída Adrianna Tate Duncan batalla contra su adicción a las drogas. Está en problemas cuando Harry decide limpiar la escuela de eso y captura al distribuidor, gracias a la ayuda de una policía, Kimberly McIntyre, quien se infiltró en la escuela exitosamente haciéndose pasar por estudiante. Kimberly comienza una relación con el profesor de literatura Ryan Matthews, quien se le da problemas por ello y tiene que dejar la escuela por unos días. Mientras Adrianna está en rehabilitación comienza una relación con Navid Shirazi, director del periódico escolar Blaze y el mejor amigo de Dixon, pagó por la rehabilitación de Adrianna. Saliendo de rehabilitación ella descubre que está embarazada y recuerda que se acostó con un amigo de rehabilitación llamado Hank quien tiene VIH. Luego se revela que Hank no es el padre sino Ty Collins, con quien Adrianna se acostó en venganza de que Annie tomara su puesto en la obra. Adrianna consulta sus opciones y nota que esta demasiado lejos para abortar, al contárselo a Navid él rompe con ella al no saber como lidiar con su problema, aunque nuevamente la ayuda para decirle a toda la escuela que está embarazada.
También se presenta Kelly Taylor y Erin "Silver" su media hermana, quien rápidamente se hace novia del hermano de Annie, Dixon. Erin vive con su madre Jackie Taylor quien de nuevo cae en el alcohol ella la deja para irse a vivir con Kelly. Silver es virgen por eso no se preocupa por la popularidad. Kelly es la consejera del West Beverly y tiene un hijo llamado Sammy. Ryan sale brevemente con ella, pero terminan ya que Kelly se va para intentar rehacer su vida con el padre de Sammy, Dylan McKay. Brenda regresa a Beverly Hills High luego de 14 años y comienza con Kelly a recuperar el tiempo perdido. Kelly cuando vuelve, no sólo descubre la relación de Ryan con la estudiante Kimberly, sino que se acostó con Brenda, recreando la ruptura entre las dos amigas. Brenda al descubrir que no puede tener hijos, decide adoptar y le dice a Kelly que la necesita a su lado para dar ese gran paso, con eso Kelly y Brenda vuelven a hacer las paces.
Después de que Annie rompiera con su novio de Kansas, comienza una relación con Ty Collins que termina cuando Adrianna se acuesta con él. Es ahí cuando surge la relación entre Annie y Ethan la cual en un tiempo toma un curso no tan adaptable, ya que Ethan impacta su auto contra otro auto que resulta ser el de otra estudiante de West Beverly, Rhonda, y debido a eso Ethan decide pasar más tiempo con ella para enmendar su error. Dixon y Silver por fin tienen relaciones sexuales pero esto no termina bien ya que Silver hace una película donde se les muestra teniendo sexo, lo que hace que Dixon se enfade con ella. Naomi ahora vive en un hotel y conoce a un apuesto chico que trabaja ahí llamado Liam, Naomi se sorprende al saber que Liam no solo tiene la misma edad que ella sino que estudia en West Beverly, lo que la atrae más a él. Navid y Adrianna se reconcilian y Navid promete darle a Adriana toda la ayuda posible que sea.
Donna Silver (antes Martin) regresa a Beverly Hills en una visita inesperada a Kelly y Silver, en su visita se revela que Donna y David están separados ya que Donna quería volver a Beverly Hills en cambio David quería seguir viviendo en Japón, así que Donna regresa con su hija Ruby pero David decide quedarse en Japón lo que hace que Donna sufra. Donna abre una boutique y estando en su tienda, recibe flores de David diciendo "Pensando en ti".
Dixon y Silver confrontan lo peor en su relación, cuando se descubre que Silver tiene desorden bipolar; Liam y Naomi están cada vez más cerca, mientras que la mala influencia de Liam hacia Ethan los convierte en amigos cercanos; Navid y Adrianna están comprometidos y planean casarse -pero luego se arrepienten de lo planeado-, Ryan y Kelly se reconcilian.
En la primera parte del final de temporada es la graduación de la secundaria, en el baile pasan sucesos extraños: Navid y Ty se pelean, Dixon y Silver rompen, a Adriana se le rompe la fuente, Brenda regresa, Liam confiesa su amor por Naomi.
En la segunda parte: hay una fiesta en casa de Naomi, pero sin la aprobación de su hermana Jen, con quien vive. Dixon se entera de que Ethan está enamorado de Silver y hay una confrontación entre Ethan y Silver, él la besa y Silver se confunde. Adriana está teniendo su bebé, Brenda va a hablarle y mientras el bebe de Adrianna es adoptado por una familia. Jen toma el abrigo de Annie y le hace creer a Liam que Naomi traicionó su confianza, tiene relaciones con él haciéndose pasar por una vecina amiga de Naomi. Ella entra al cuarto y encuentra a Liam semi vestido y el abrigo de Annie. Ella se va furiosa. Ahí, Jen le dice a Liam que en realidad es la hermana de Naomi. Naomi y Annie se pelean porque ella piensa que Annie se acostó con Liam y cuando se pelean Naomi la humilla en frente de todos en la fiesta, haciendo que todos la rechacen y la despidan de la fiesta. Annie sale furiosa de la fiesta llamando a la policía haciéndose pasar por una vecina de Naomi, toma una botella de vodka, al ir a su casa choca a una persona y no se detiene; pero no notó que alguien del West Beverly vio lo que pasó. Por otro lado Liam llama a Naomi pero mientras habla con ella, su padrastro entra gritándole desesperado diciendo que ya está cansado de él y se lo llevan a la escuela militar, ella no contesta el teléfono porque está llorando en el regazo de Jen.

### Segunda temporada (2009 - 2010)
En esta temporada Annie sigue fastidiada por lo sucedido y Naomi trata de hacerle la vida imposible para que todo le salga mal y pueda admitir que en realidad ella fue la que se acostó con Liam. Annie furiosa se pone a manejar rápido hasta que atropella a un tipo, arrepentida no se lo cuenta a nadie y averigua sus antecedentes al averiguar se da cuenta de que es el tío de uno de los chicos de la escuela, así que por culpa, ella se comienza a juntar con Jasper, él era muy solitario y raro, así que como ella estaba sola y ya no tenía amigos se enamora de él y salen.
Aparece Teddy, un exnovio de Adrianna, jugador de tenis queriendo volverse profesional (su padre es famoso).
Mientras que Liam sigue en el grupo de Navid, Dixon y Teddy, también se incorpora a su grupo una chica, Ivy, no tan femenina que ve las cosas con otras perspectivas y que está enamorada de Liam pero ella no lo demuestra y son solo amigos, mientras que Dixon aclaró su mente se da cuenta de que su corazón es para Silver, pero Silver que estaba pasando por un mal momento por la muerte de su madre se refugia en Teddy ya que el también había pasado por una situación parecida y en ese momento ambos se dan cuenta de que sienten algo el uno por el otro, pero Silver no ve eso posible ya que Teddy tiene la fama de jugar con las chicas, finalmente cuando Silver decide confesarle su amor a Teddy en una fiesta no lo hace, porque ve a Teddy con una chica muy bonita y ella piensa que es una de las tantas chicas que Teddy suele conquistar, pero no era la hermana de Teddy. Dixon celoso y enamorado de Silver le miente sobre Teddy y la besa, al final Silver se entera de que Dixon le había ocultado la verdad y empieza a salir con Teddy.
Dixon se reencuentra con su madre biológica. Mientras que Naomi ya se había enterado de que no fue Annie la que se había acostado con Liam si no su hermana gracias a un plan inventado por los amigos de Liam. Entonces Dixon y Naomi que habían dudado de Annie le piden disculpas y tratan de advertirle que Jasper vendía drogas pero ella lo duda hasta que Adrianna le confiesa a Annie que es verdad, Annie al enterarse de que Jasper  (el chico solitario y raro del que se había enamorado) le había vendido drogas a Adrianna. Ella decide terminar con él pero él le dice que si terminaban iba a ir a la policía a acusar a Annie por haber matado a su tío y haberse fugado. Terminan de buena manera, pero Jasper queda loco por Annie, la sigue, casi se mata porque sin ella su vida no tenía sentido y le dice que nunca iba a contar lo que pasó con su tío.
Naomi que ya había regresado con Liam se da cuenta de que ya no tenían mucho en común, no sabe que hacer y le pide ayuda a Ivy (que participaba con él en el grupo de surf) es entonces cuando Naomi se empieza a dar cuenta de que a esa chica también estaba enamorada de Liam y decide enfrentarse a ella en la playa.
Dixon empieza a salir con Ivy para superar cada uno que la persona que aman sale con otra, pero terminan enamorándose y planean ir de viaje a Australia.
Luego Adrianna se empieza a hacer muy amiga de la chica del periódico del colegio, Gia, ella era una chica lesbiana, y entonces Adrianna le empieza a contar sus sentimientos y que está arrepentida de terminar con Navid y le hablaba mucho de eso a Gia, mientras que Gia se empieza a enamorar de Adrianna, luego Gia se hartó de tanto escuchar a Navid y le dice que le gusta a Adrianna y comienzan una relación pero acaba muy pronto puesto que Gia se sentía confundía porque pensaba que Adrianna sentía algo por Navid todavía y en realidad le gustaba mucho Gia y Adrianna encontró un día a Gia con su ex (Alexa).
Adrianna se convierte en una cantante, conoce a un artista famoso; Javier. Con quien empieza a tener una relación, mientras que Navid quería reconquistarla. Navid y ella vuelven a estar juntos, entonces Adrianna rompe con Javier.
Liam y Naomi terminan su relación debido a que ella no estaba nunca para él, ya que había vuelto Jen y le estaba haciendo la vida imposible. Naomi finalmente tiene una situación incómoda con el Sr. Cannon donde él la besa y abusa sexualmente de ella. Mientras Annie y Liam están acercándose, comenzando a sentir cosas entre ellos. Annie le cuenta lo que pasó con Joe Herman. Jasper ve a Annie y Liam abrazándose, entonces quema el bote que había terminado de construir Liam.
Jen vuelve, se separa de su marido y resulta estar embarazada de Ryan. Pero Ryan estaba saliendo con Laurel, la mamá de Ivy, pero luego se acaba.
Despiden a Harry por encubrir a Dixon en un problema que hubo en el West Beverly High. A su vez, el matrimonio de Harry y Debbie venía teniendo problemas. Annie les cuenta lo que ocurrió.

### Tercera temporada (2010 - 2011)
La tercera temporada comienza con Beverly Hills siendo sacudida por un terremoto así como los personajes principales comenzando su último año, lo que significa que empiezan los traumas físicos y emocionales por los que van a pasar todos. Naomi se fue durante el verano de vacaciones para estar sola, asegurando sus visitas por el dinero de los prometedores de su fondo fiduciario. Pasando por las consecuencias de su violación del Sr. Cannon, hay una parte de ella que muere y ella anhela recuperar esa parte yendo a denunciar la violación, pero luego se retracta por temor a ser llamada una sociópata. Mientras tanto, Annie y Dixon están pasando por un momento difícil ya que sus padres se divorcian y están tratando de mantener su familia junta. Teddy y Silver están felices de estar juntos, pero en el terremoto Teddy sufre un daño en su pierna, lo que hace que posiblemente termine su carrera de tenis para siempre y con su relación. Finalmente Teddy confiesa ser gay y comienza a salir con chico del West Beverly High pero Dixon lo descubre. Finalmente Teddy confiesa ser gay, yendo a una fiesta con Ian de la mano.
Con todo lo que sucede en la escuela, Adrianna está regresando de una gira de verano con la estrella de pop, Javier, quien más tarde muere en un accidente automovilístico en el camino a la escuela y Adrianna sobrevive, ésta sin embargo sale a la fama, con nuevas canciones las cuales fueron escritas por Javier, su tío lo descubre y la amenaza. El secreto se termina sabiendo, lo cual termina con la carrera de ella y entra en una "depresión" pero comienza con un reality show de su vida. A su vez la relación con Navid iba a peores, entonces él se va acercando poco a poco a Silver, con quien empieza una relación a escondidas. Navid termina rompiendo con Adrianna, pero ella se entera de que de todas formas mientras estaban juntos él la engañó con alguien; luego descubre que ese alguien es Silver, quien se lo termina confesando y para hacerla la vida imposible, manda un mensaje con una foto de ella en topples.
Siguiendo con las relaciones, Ivy sigue con Dixon, pero llega el amigo de la infancia de Ivy, Oscar, quien tiene a Dixon incómodo. Oscar vino para cobrar venganza sobre Laurel, por haber destruido su familia. La relación de Ivy y Dixon tiene problemas ya que Ivy se acuesta con Oscar, cosa que Dixon no le perdona. Ivy conoce a un chico llamado Raj, que tiene leucemia.
Annie y Liam tienen sentimientos el uno al otro, pero piensan que es mejor ocultar sus sentimientos para que no interfiera sus relaciones con los demás. Aparece Charlie (el medio hermano de Liam), quien empieza a salir con Annie, sin saber ella que estos dos personajes eran hermanos. Estos no tienen una buena relación por algo ocurrido en el pasado, cuando eran chicos. Liam tiene un problema que lo lleva al hospital, ahí Annie se da cuenta de que está enamorada de Liam, se lo dicen y hacen el amor. Annie se decide por Liam pero él le dice que no lo haga, por fin había podido recuperar a su hermano y no lo quería perder. Charlie cuando se entera de lo que pasa entre ellos se va de viaje a París para dejarle el camino libre a ellos
Sr. Cannon desapareció después que la policía lo haya intentado atrapar, pero luego regresa a atacar a Naomi y a Silver. Ellas pueden atraparlo a él y lo entregan a la policía.
Debbie y Harry se divorcian finalmente, Harry al parecer tiene una novia y Debbie se involucra con Ryan. Mientras que él ha quedado solo con Jack, el hijo que tuvo con Jen, ella decidió irse de la vida de Ryan y del bebé.
Naomi, quien se había unido a un grupo espiritual dirigido por la Gurú Sona es estafada por ella, en esos momentos la ayuda un "nerd" del West Beverly High y así logra evitarlo. Pero se da cuenta de que le gusta ese chico, llamado Max y empiezan una relación a escondidas.
Llega la prima de Annie, Emily, quien intenta ocupar su lugar. Sacándole a sus amigas, a Liam, ocupando su lugar en obras que ella quería, entre otras cosas. Annie la ataca en el West Beverly High y la suspenden por tres días. Igualmente ella junto a Liam le tienden una trampa, en la que cae, y las chicas (Naomi-Silver-Adrianna) ven que tipo de persona es, entonces decide irse a vivir con su abuela. Al final de temporada, Ivy y Raj se casan. Liam y Annie luego de un par de percances, continúan su relación a pesar de que Liam parte en un barco de pesca durante todo el verano. Adrianna casi se suicida luego de que el fantasma de Javier la persiguiera. Silver y Navid están juntos. El episodio concluye con Naomi diciéndole a Max que está embarazada.

### Cuarta temporada (2011 - 2012)
Se ha anunciado que Lori Loughlin y Ryan Eggold no serán renovados por la cuarta temporada (como personajes principales), la serie se centrará en la transición a la universidad, por lo que habrá menos énfasis en los profesores y los padres. Loughlin ha pedido volver la próxima temporada para algunos episodios, si su horario lo permite. El 26 de abril de 2011, The CW renueva 90210 para una cuarta temporada.
AnnaLynne McCord confirma en una entrevista con Entertainment Weekly que el reparto será cortado por el nuevo elenco, aunque McCord ha asegurado que vuelve con su personaje de Naomi.Trevor Donovan (Teddy) no regresará a la serie como un miembro del reparto regular. Sin embargo, él regresará como estrella invitada en 5 episodios.
La serie comienza con el final del verano y el comienzo de un nuevo curso en la universidad. Liam vuelve después de todo el verano sin dar señales de vida a Annie y éste le pide matrimonio a lo que Annie le dice que no. Aunque más tarde se descubre que Liam estuvo saliendo con la novia de un compañero de barco que supuestamente había muerto pero que regresa.
Annie acaba metida en prostitución por problemas económicos. Dixon y Adrianna empiezan a hacer música juntos y acaban juntos. Dixon cae en las drogas, Annie se ve obligada a seguir con Patrick para pagarle el centro de rehabilitación a su hermano. Por otro lado, Liam se da cuenta de que a Annie le está pasando algo, intenta hablar con ella pero ésta no dice mucho y acaban juntos. Al final, descubre por medio de la amiga de ésta que Annie se prostituye. Cuando Liam va a detenerla de que se vaya con Patrick de viaje, sufre un accidente en su moto.
El siguiente capítulo empieza cuando Liam se ha recuperado y Vanessa (la que lo atropelló) se ha encargado de cuidarlo. Vanessa se vuelve su novia pero le oculta a Liam que ella lo atropelló. Más tarde, gracias a Annie todo se aclara y a pesar de la verdad, Liam sigue con Vanessa.
Annie, cobra su herencia pero no sabe que hacer con ella así que empieza a trabajar en una fundación con un chico de nombre PJ, del cual, Naomi y Jen se terminan enamorando y pelean por él. Al final, PJ le confiesa a Naomi que siempre estuvo enamorado de ella. Acaban juntos y esa misma noche Jen le dice a Naomi que PJ oculta un secreto oscuro.
Naomi investiga pero descubre otra cosa, ridícula. Annie va a hablar ocn PJ y él le revela el verdadero secreto (Tiene que casarse antes de los 28 años para cobrar su herencia). Annie le aconseja que lo platique con Naomi pero al final, él sigue ocultando la verdad. Le propone matrimonio a Naomi.
Navid se va a Princetown, Silver es diagnosticada con el gen que le hace muy probable que pueda tener cáncer de mama. Al mismo tiempo Liam tiene problemas con Vanessa, ésta se va del bar luego de que Liam la confronta diciéndole que ella le pagó a una actriz para que fingiera que se ahoga y Liam consiguiera un papel en una película tras haber sido un "héroe".
Dixon y Adrianna tienen problemas. Dixon es diagnosticado con un problema del corazón y además le oculta a Adrianna que le han propuesto un contrato discográfico. Adrianna lo descubre pero no lo confronta con miedo a que el estrés, dañe a Dixon.
Ivy conoce a un chico que hace grafitis y su relación va bien hasta que Dixon se encuentra con Raj, este último, muriéndose por la leucemia. Al final, le cuenta a Ivy que Raj se está muriendo y ella va a verlo y le dice que lo odia porque le mintió diciendo que se había curado del cáncer. Y Raj muere.

### Quinta temporada (2012 - 2013)
La quinta temporada inicia con la revelación que Dixon no murió, y que el grupo debe ajustar sus estilos de vida de acuerdo a lo que le sucedió a él.
El 13 de enero de 2013, el presidente de The CW, Mark Pedowitz anunció que aunque 90210 aún no había sido renovada por una sexta temporada, pero si así fuera volvería por la última, debido a ser un "gran creyente en darle a los admiradores una conclusión satisfactoria". Aun así, en febrero, se anunció que la quinta temporada sería la última, con el final de la serie saliendo al aire el 13 de mayo de 2013..
En el capítulo final de la serie, luego de que a Adrianna le cae el escenario encima, queda atrapada entre los escombros. Navid regresa al lugar de los hechos para encontrarla, donde se dan cuenta del amor que siempre se han tenido el uno al otro, y se prometen un futuro con ellos dos juntos. Naomi planea un concierto de ayuda después de la explosión, y luego decide volver a Washington con Jordan, tras arreglar sus problemas con su madre. Silver recibe noticias devastadoras, enterándose de que tiene cáncer, pero se promete a sí misma que hará todo lo posible para pelear con la enfermedad. Annie decide mudarse a París cuando su gira de libros termine. Mientras se despide, Dixon le recuerda a Annie que siempre estará presente para ella. Mientras Annie, Naomi y Jordan se preparan para viajar a Washington, Liam persigue al avión en su motocicleta. El avión se detiene, y Liam le propone matrimonio a Annie. Le dice que siempre la amó y que no tomará un "no" como respuesta. Después de que Annie acepta la propuesta, la noticia se expande rápido entre sus amigos, que se emocionan. La serie termina con Annie y Liam abrazándose.

## Emisiones
Esta serie es emitida en Estados Unidos por CW. Anteriormente era emitida en Latinoamérica por el canal Sony Entertainment Television. La serie regresa a Latinoamérica desde el 1 de mayo por el nuevo canal Sony Spin (tercera temporada) y ahora está empezando la cuarta temporada desde el 21 de noviembre por el mismo canal, Actualmente transmiten la quinta temporada. En República Dominicana se emite a través de Amé 47.
En el Reino Unido se emite en E4. En Australia se emitió a través de Network Ten durante seis días, pero fue retirada de la grilla de programación debido a la baja audiencia. Mientras, en enero de 2011 comenzó a transmitirse en Eleven. Debido a los malos resultados en nivel de audiencia, Eleven también retira 90210 en su señal de programación. La serie se transmite en Irlanda a través de RTE Two. Al comienzo, la serie salió al aire en horario de máxima audiencia los jueves, combinada con Ugly Betty. La segunda temporada, por el contrario, fue trasladada a la madrugada, franja horaria en la que aún se transmite.

## Personajes
El 13 de marzo de 2008 Kristin Dos Santos de la revista E! confirmó que la serie será un spin off (significa que el protagonista proviene de una serie de ficción anterior), y no una nueva versión, con nuevos personajes. A fin de tener tiempo para terminar de rodar el episodio piloto para la presentación de mayo, la transmisión había comenzado, cuando el guion aún no se había terminado. El 1 de abril Dustin Milligan consiguió un papel en la serie, convirtiéndose en el primer actor del proyecto. El 14 de abril, el elenco recibió a Anna Lynne McCord. Sachs encontró a Milligan algo "muy divertido", y decidió cambiar la imagen de Ethan y hacerlo más atractivo como personaje. McCord consiguió el papel porque de Sajonia, comento, "es parlanchín, y es exquisito - que sin duda tiene algo que atrae". Uno de los aspirantes al papel de la protagonista de Annie fue la actriz Hilary Duff - algunas fuentes confiables afirman que la actriz rechazó la oferta. En el papel fue eventual a una actriz canadiense llamada Sheney Grimes, quien, según su propia confesión "creció viendo el show original".
Locklin Laurie audicionó para el papel de Debbie y lo consiguió casi de inmediato. Sache encontró que era demasiado buena para mostrar un extracto en el guion, pero ella comprendió de inmediato el papel. Los productores fueron los fanes de Jessica Walter, después de la película, "Play Misty for Me". De acuerdo con Sache, la actriz sabía que el guion y sugirió que "algunos descubrimientos son asombrosos". Sache describió a Ryan Eggold, quien logró el papel de Sr. Matthews como "refinado y divertido" - "cada vez que aparece en la pantalla, el público va a decir - '¡Wow!'".
Los productores estaban buscando una actriz que pudiera interpretar a Erin Silver, "una chica de fantasía, que vive a su propio ritmo." Sachs explicó que cuando Jessica Stroup llegó a la audición, "en este tipo de elaborados y un poco de un extraño modo de vestir, con el pelo levantado y pañuelo". Sachs y Dzhda eran fanes de Tristan Wilds de nuevo a "escuchas telefónicas" y desde el principio quería que el actor para el papel de Dixon. Cuando se le preguntó sobre los autores Michael Stegera quien interpretó a Navid, los que sólo respondió: "Es simplemente genial!". Rob Estes se ha convertido en el último actor que consiguió el papel - "Melrose Place", también actuó en la primera spin off de la serie original, Sache y Judah quería que Estes interprete el jefe de la familia, Harry Wilson, pero entonces el actor estaba bajo contrato con el espectáculo "Women's Murder Club". Sachs comento cuando terminó el espectáculo, llamó a Rob Estes y dijo sobre el proyecto, recibió rápidamente una respuesta afirmativa. Sachs ha prometido que "por lo menos uno de los padres, y obras de teatro, no se mostrará en el fondo", como suele suceder con los mayores personajes de la serie juvenil - como lo fue en el original. Jessica Lowndes ha llevado a cabo el papel de Adrianna Tate-Duncan - la prima donna de la escuela de teatro, que sufre de adicción a las drogas, y más tarde la actriz entró en el elenco debido a los recortes presupuestarios para Jessica Walter.
En marzo de 2009 se anunció que Dustin Milligan dejará el proyecto y no volverá en la segunda temporada. Fue reemplazado por el actor Matt Lanter, que tuvo un problemático adolescente de Liam, en la que el amor Naomi Clark - Lanter se unió al elenco principal. El siguiente se anunció el casting para el papel de los nuevos personajes en la segunda temporada - en junio de 2009 se supo que los autores están buscando actor para interpretar al tenista Teddy Montgomery. El resultado fue el modelo y aspirante a actor Trevor Donovan. Gillian Zintser ha interpretada a Ivy Sullivan - una chica con el carácter de un niño, que se convierte en un interés de amor de Liam, y más tarde se reunirá con Dixon. A partir de la temporada 3, Gillian Ivy Zintser desempeña un papel como actriz de una composición de base. La lista de los principales actores en los papeles de la tercera temporada se anunció el 20 de mayo de 2010. Trevor Donovan también se incluye en el elenco principal, pero el actor abandonó la serie en la cuarta temporada por la decisión de los productores, quienes consideraban que el personaje se ha agotado en la nueva temporada, Donovan ha aparecido en pocos episodios y el último episodio de la cuarta temporada. Gillian Zintser dejó la serie después de la final de la cuarta temporada pero dejó con una oportunidad para volver a la serie en papel de actriz invitada.

### Elenco
| Actor            | Personaje            | Temporadas | Temporadas | Temporadas | Temporadas | Temporadas |
| Actor            | Personaje            | 1          | 2          | 3          | 4          | 5          |
| ---------------- | -------------------- | ---------- | ---------- | ---------- | ---------- | ---------- |
| Rob Estes        | Harry Wilson         | Principal  | Principal  |            |            |            |
| Shenae Grimes    | Annie Wilson         | Principal  | Principal  | Principal  | Principal  | Principal  |
| Tristan Wilds    | Dixon Wilson         | Principal  | Principal  | Principal  | Principal  | Principal  |
| AnnaLynne McCord | Naomi Clark          | Principal  | Principal  | Principal  | Principal  | Principal  |
| Dustin Milligan  | Ethan Ward           | Principal  |            |            |            |            |
| Ryan Eggold      | Ryan Matthews        | Principal  | Principal  | Principal  |            |            |
| Jessica Stroup   | Erin Silver          | Principal  | Principal  | Principal  | Principal  | Principal  |
| Michael Steger   | Navid Shirazi        | Principal  | Principal  | Principal  | Principal  | Principal  |
| Jessica Lowndes  | Adrianna Tate-Duncan | Principal  | Principal  | Principal  | Principal  | Principal  |
| Matt Lanter      | Liam Court           | Recurrente | Principal  | Principal  | Principal  | Principal  |
| Gillian Zinser   | Ivy Sullivan         |            | Recurrente | Principal  | Principal  |            |
| Trevor Donovan   | Teddy Montgomery     |            | Recurrente | Principal  | Recurrente | Recurrente |
| Lori Loughlin    | Debbie Wilson        | Principal  | Principal  | Principal  |            | Invitada   |
| Jessica Walter   | Tabitha Wilson       | Principal  |            |            |            |            |

Notas:
- Jessica Walter dejó la serie luego de los primeros 13 episodios.
- Jessica Lowndes era actriz recurrente, antes de ser ascendida a regular a partir del décimo cuarto episodio.

## Creación

### Etapa inicial
El 13 de marzo de 2008 Kristin Dos Santos de la revista E! confirmó que el canal es The CW comenzaría con la precuela "Beverly Hills, 90210" y el nuevo espectáculo sería un spin-off, y no una adaptación, lo cual implicaría nuevos personajes. Para presentar un proyecto en mayo en el próximo show en la presentación de la nueva temporada, la búsqueda de actores comenzó antes de que el guion fuese terminado. El proyecto se convirtió en una prioridad entre las obras del canal, por lo que el episodio piloto fue encargado para final de mes. Además, los productores de la nueva versión se le dijo que Darren Starr -creador de la serie original- no participará en los trabajos del procedimiento. El trabajo en el guion del episodio, comenzó con Mark Piznarski y Rob Thomas.
Los detalles del guion del episodio piloto fue escrito por Rob Thomas era conocido para el 17 de marzo -los detalles de la trama y la descripción de los personajes principales estaban disponibles para todos los usuarios vía Internet. En un principio, ninguno de los personajes no se asoció con la serie de televisión clásica, aunque las características generales de la parcela se asemejan a la serie original -una familia con dos hijos adolescentes se trasladaron de la región central de California. Para mostrar la situación plausible en las escuelas de Beverly Hills, donde alrededor del 40 por ciento de los estudiantes provienen del Medio Oriente, los autores introdujeron el papel a Navid Shirazi.
De acuerdo con la trama el hermano y la hermana consiguen un trabajo en una sala de cine local, por lo que podían, al menos parcialmente independisarse de sus padres. Rob Thomas ha confirmado la idea que quiere introducir en una base regular del personaje de la serie clásica, aunque por entonces no tenía contacto con nadie del elenco.

### Cambio de transición
El 14 de abril de 2008 Thomas anunció su salida del proyecto para hacer frente a los pilotos de dos nuevos espectáculos para el canal ABC. Gabe Sach y Jeff Judah pacto como el nuevo productor ejecutivo de la serie y el final del mes de abril estaba lista una nueva versión del guion, escrito por ellos. Sachs dijo que a pesar de todo el guion escrito por Rob Thomas fue "magnífico".

"Si usted trabaja en este negocio el tiempo suficiente, te das cuenta de que los escritores a menudo tienen que adjuntar o sobrescribir el trabajo de otro. Por lo tanto, nos decidimos a conseguir primero la bendición de Rob [Thomas] para cambiar sus ideas. No fue posible ponerse en contacto con Rob, pero su equipo de producción, lo conocian muy bien, dio su aprobación. Queríamos mostrar respeto por este hombre y su obra"
Jeff Judah sobre los cambios en el guion.

Jude agregó que estaban tratando de hacer que los personajes más realistas, diluyendo así las ideas de Thomas, más historias de vida y de personajes. Los autores les gustaría hacer que el público pudo ver a los héroes a sí mismos, para comprender sus experiencias y sentimientos - es drama juvenil, no exenta de episodios cómicos. Los Escritores como para ver en acción comprometida en lo posible los actores.
Hay varias diferencias fundamentales entre el guion original escrito por Rob Thomas, y la versión final de Jeff Judah y Gabe Sach. En primer lugar, son las diferencias en los nombres de los personajes: la familia principal llevaba el apellido Mills. Debbie tenía como sobrenombre Celia; Naomi se llamaba Bennett, y Erin Silver se llamaba Daphne Silver. Y diferentes imágenes de personajes y sus historias. Dixon se presentó como un adolescente problemático, que recuerda a Dylan McKay. También en el guion había indicios de que el joven se había enamorado de su media hermana Annie; la madre de Annie y Dixon, Debbie, era una excampeona olímpica en atletismo, y en Beverly Hills comenzó a trabajar como entrenadora personal; Ethan mantiene un romance secreto con Adrianna y Naomi se juntó con el Sr. Ryan Matthews, que era un adicto a las drogas; David Silver es gay y primo de uno de los principales personajes de la serie original de "Beverly Hills, 90210". Además él ha tenido su serie en línea en YouTube. También Silver era el hermano de Max Silver - Dirigió la empresa familiar, sala de operaciones y desempeñó el papel de un guía para los personajes principales - en la idea de los escritores, se hizo cargo de las funciones de Nat Bussichchio de la serie original.
Sachs y Judah dijeron a la prensa que se diluyen con un escenario sombrío en Thomas una pila de escenas humorísticas. Los productores dijeron que querían dar suficiente tiempo a los padres en pantalla de los actores por lo que el padre y la madre de los personajes centrales se han convertido en una pieza clave, lo que representa la generación adulta. Como han reconocido los productores, sino que también añaden algunas líneas importantes de la trama de personajes adultos, manteniendo una postura firme sobre cuáles deben ser los padres de la pantalla - y Sachs, y Judah tienen hijos en la vida real, intentaron pasar a través de la secuencia de comandos puntos de vista sobre la paternidad. Judah quería mostrar cómo el paso a Beverly Hills afecta a la familia de los personajes principales de los propios adolescentes, y cómo los problemas del plan de moral y ética lidiarán personajes adultos muestran.
El 11 de mayo, el día antes de la presentación oficial de los nuevos proyectos, el canal The CW compró el proyecto, dando luz verde para lanzar la temporada 2008-2009. Después de una disputa con la gestión del canal que consideraron malo el guion de los escritores Sachs y Judah, terminaron permaneciendo como productores ejecutivos. El canal quería mostrar una era más clamorosa y se centró en el público femenino, mientras que Judah y Sachs escribieron en gran medida el guion con un punto de vista masculino, donde se presta mucha atención a los caracteres del sexo fuerte. Por lo tanto, Judah se convirtió en activo en la posproducción, la participación en la instalación y la selección de la música, mientras Sachs llevó a filmar el espectáculo directamente en el sitio. A finales de febrero de 2009, Rebecca Sinclair, ex coproductora ejecutiva de la serie "Gilmore Girls", ha firmado un acuerdo con los productores, convirtiéndose en jefe de productora ejecutiva en la segunda y tercera temporadas. Tras la rescisión de los dos contratos de temporada, Sinclair el productor renuncia a la serie. Sobre el que va a tomar su lugar no se conocía de inmediato. El 12 de mayo de 2011 confirmó la información que los productores ejecutivos de la serie "Una vida inesperada", Patti Carr y Lara Olsen ocupan el lugar de Sinclair como productores ejecutivos de la cuarta temporada.

## Recepción

### Crítica
La mayoría de los comentarios del piloto fueron comentarios mixtos. Metacritic le dio al episodio una Metascor (media ponderada basada en las clasificación de un grupo selecto de 12 comentarios críticos) de 46, lo que significa críticas mixtas o promedio. Matthew Gilbert, de The Boston Globe consideró que, al igual que el 90210 original, "estaba muy bien". Gilbert dijo que el episodio "tomó una eternidad para establecer algunas líneas argumentales muy débiles",y que las líneas argumentativas han sido mejor interpretadas en otras series juveniles. El criticó a los escritores por su "material carente de imaginación", y comentó sobre la escena de sexo oral <fue "subida de tono". Gilbert dijo que los personajes carecen de profundidad y distinción en todo el episodio piloto, sobre todo Naomi, a quien comparó negativamente a Blair Waldorf de Gossip Girl. Por el contrario, Tom Gliatto de la revista People dio a Naomi Clark una opinión favorable. Cuando se compara con la serie original, Rob Owen, de Pittsburgh Post-Gazette consideró que este spin-off cubre los mismos temas: familia, amigos, el melodrama adolescente, las relaciones, pero con mucho más humor. Owen elogió a los personajes convincentes y las actuaciones, y encontró los diálogos más dolorosos que inteligentes.
A medida que la serie continuó su primera temporada, la respuesta fue mucho más positiva, y por la segunda temporada la crítica fue favorable. Entertainment Weekly le dio la segunda temporada una "A". LaDale Anderson de la Canyon News comentó sobre el cambio entre las dos primeras temporadas, diciendo que "la transformación de los personajes e historias en la segunda temporada ha sido fantástica", y "a veces un programa necesita una renovación y con las piezas correctas en el espectáculo". El crítico opinó que "lo que ha funcionado tan bien es que los personajes no son unidimensionales. Con la mayoría de los personajes que se muestra a la perfección seguirá para incorporar características que los definen exclusivamente, pero no aquí". Anderson también elogió los guiones, diciendo que era "complicada y entrelaza en sí, sin forzar los argumentos para conectarse, sino que encajan de manera natural.

### Audiencia
| Temporadas | Horario                             | # Ep. | Apertura de temporada    | Apertura de temporada            | Final de temporada | Final de temporada             | Temporada en televisión | Clasificación | Audiencia (en millones) | 18–49 ráting (promedio) |
| Temporadas | Horario                             | # Ep. | Date                     | Premiere Audiencia (in millions) | Fecha              | Finale Audiencia (in millions) | Temporada en televisión | Clasificación | Audiencia (en millones) | 18–49 ráting (promedio) |
| ---------- | ----------------------------------- | ----- | ------------------------ | -------------------------------- | ------------------ | ------------------------------ | ----------------------- | ------------- | ----------------------- | ----------------------- |
| 1          | Martes 8:00 p. m. Martes 9:00 p. m. | 24    | 2 de septiembre de 2008  | 4.65                             | 19 de mayo de 2009 | 2.00                           | 2008-2009               | #172          | 2.24                    | 1.4                     |
| 2          | Martes 8:00 p. m.                   | 22    | 8 de septiembre de 2009  | 2.44                             | 18 de mayo de 2010 | 1.61                           | 2009-2010               | #137          | 1.82                    | 0.9                     |
| 3          | Lunes 8:00 p. m.                    | 22    | 13 de septiembre de 2010 | 1.96                             | 16 de mayo de 2011 | 1.64                           | 2010-2011               | #133          | 1.72                    | 0.8                     |
| 4          | Martes 8:00 p. m.                   | 24    | 13 de septiembre de 2011 | 1.61                             | 15 de mayo de 2012 | 0.98                           | 2011-2012               | #145          | 1.54                    | 0.8                     |
| 5          | Lunes 8:00 p. m. Lunes 9:00 p. m.   | 22    | 8 de octubre de 2012     | 0.94                             | 13 de mayo de 2013 | 0.51                           | 2012-2013               | #147          | 1.15                    | 0.6                     |

El estreno de la serie fue visto por 4,65 millones de televidentes en Estados Unidos. El Reino Unido estreno fue seguido por 468.000 espectadores en la señal E4.
La segunda temporada se estrenó con 2,56 millones de espectadores y alcanzó 1,3 en la calificación demográfca de adultos de 18-49, un 18% a partir de su primera final de temporada, pero bajo un 50% desde su estreno de la serie. Aunque la audiencia disminuyó después de su pausa de tres meses que fue el primer programa de más éxito en demostrar las ventas del DVR en la demográfica de 18 a 49 entre el 22 al 28 marzo obtuvo un aumento del 1.1 en nivel de audiencia. The CW ha descrito las calificaciones de DVR como algunos de los más impresionantes en la televisión y dicidierón la renovación para una cuarta temporada.
La tercera temporada de estreno fue visto por 1,96 millones de espectadores en los Estados Unidos y recibió una calificación de 0,9 dentro de la franja demográfica de 18-49.

## Productos

### Banda sonora
El 13 de octubre de 2009 el sello discográfico CBS publicó la primera y en la actualidad la única banda sonora oficial de la serie. Contrariamente a las expectativas de muchos, el disco no se incluyen canciones de la primera temporada, y es una compilación de temas de la segunda, y en el momento de la recolección de algunas de las composiciones aún no había aparecido en los episodios futuros de la serie. Además, algunas canciones salen por primera vez en este álbum.

### Teléfono móvil
1 de marzo de 2011 a la venta en iTunes recibió un juego oficial de "90210:The Game" para móviles, desarrollado por "Hands-On Entertainment». El juego está clasificado para mayores de 12 años está diseñado para el iPhone en los tres sistemas operativos iOS, Android y BlackBerry a través de las versiones de IOS 3.0 y posteriores. El costo inicial es de $1.99.

### Belleza y ropa
La compañía ha lanzado una colección de esmaltes de uñas OPI con el logo de la serie. Los productos se compone de tres partes como se sostiene la producción del cartel de promoción, "la elección de los colores y los nombres de los personajes basados en el concepto de la nueva serie del canal The CW"!
Además, el sitio oficial de la serie ofrece a los aficionados ir a la tienda de la sección de televisión CW y comprar cualquier artículo (ropa, joyas o dinero en cuidado de la piel, etc), que habían visto en los episodios. El sitio oficial de la CBS también ofrece una variedad de productos oficiales -ropa, utensilios de cocina, cosméticos y DVD - con logos de la serie

### Lanzamiento en DVD
| Nombre            | Región 1             | Región 2                | Región 4            |
| ----------------- | -------------------- | ----------------------- | ------------------- |
| Primera Temporada | 11 de agosto de 2009 | 17 de agosto de 2009    | 7 de abril de 2011  |
| Segunda Temporada | 24 de agosto de 2010 | 6 de septiembre de 2010 | 21 de julio de 2011 |
| Tercera Temporada | 30 de agosto de 2011 | 15 de agosto de 2011    | 18 de julio de 2012 |
| Cuarta Temporada  | 2 de octubre de 2012 | 1 de octubre de 2012    | 3 de marzo de 2014  |
| Quinta Temporada  | 8 de octubre de 2013 | 14 de octubre de 2013   | 5 de marzo de 2014  |